# Der Magier (William Somerset Maugham)
Der Magier (engl. The Magician) ist ein Roman von William Somerset Maugham, der 1908 bei William Heinemann in London erschien. Die deutsche Ausgabe kam 1958 im Scherz Verlag in Bern heraus. „A Black magic novel“ – der Untertitel des englischen Originals – weist auf das Thema Schwarze Magie hin.

## Inhalt
Arthur Burdon, ein junger aufstrebender Londoner Chirurg, sucht unter einem Vorwand die 19-jährige Miss Margaret Dauncey in Paris auf. Arthur will Margaret heiraten. Er ist der Vormund der Waise. Arthur bezahlt dem mittellosen Mädchen einen zweijährigen Aufenthalt in der Stadt an der Seine. Margaret, die dort das Zeichnen erlernen möchte, wohnt zusammen mit der 30-jährigen Miss Susie Boyd am Boulevard du Montparnasse. Der französische Arzt Dr. Porhoët, ein alter Freund von Arthurs verstorbenem Vater, macht die drei Engländer in Paris mit seinem Freund, dem Magier Oliver Haddo, bekannt. Der englische Landedelmann Mr. Haddo aus Staffordshire kennt sich – wie sein Freund Dr. Porhoët – in der nekromantischen Literatur bestens aus. Auf seinem abgelegenen, heruntergekommenen Besitztum in Skene bei dem Dorf Venning in der Nähe von Euston züchtet der Squire Haddo Homonculi. Wirkungsvoll ernähren lassen sich diese künstlich unter Hitze ausgebrüteten Wesen vom Blut einer Jungfrau.
Arthurs schöner Plan wird durchkreuzt. Margaret heiratet nicht ihren Gönner, sondern den außerordentlich korpulenten Oliver Haddo. Das junge Mädchen war dem Nekromanten verfallen, nachdem er sie hypnotisiert hatte. Der exakte Naturwissenschaftler Arthur hält den okkulten Wissenschaftler Haddo für einen Scharlatan. Trotzdem bittet er Dr. Porhoët nach Lady Margaret Haddos mysteriösem Tode um eine Beschwörung. Arthur hält Haddo für Margarets Mörder und will sich für die abscheuliche Bluttat rächen. Die Rache gelingt. Arthur erdrosselt den Widerpart mit bloßen Händen – aber nicht wirklich, sondern eben telekinetisch. Als darauf Arthur zusammen mit Susie und Dr. Porhoët in Haddos Anwesen vordringt, finden die drei den aufgedunsenen Unhold tatsächlich erdrosselt unter seinen pulsierenden und sogar unheilvoll schnatternden Homunculi vor. Während des Rückzugs der verstörten Eindringlinge aus dem schauerlichen Labor zündet Arthur noch rasch Haddos Landhaus an. Die zuckenden Homunculi verbrennen zusammen mit ihrem toten Herrn und Meister.
Es sieht ganz so aus, als ob Susie und Arthur sich finden werden. Miss Susie liebte Arthur von Anfang an. Margaret hatte das zu Lebzeiten erkannt und kurz vor ihrem Tode die Verbindung gewünscht.

## Selbstzeugnis
In dem „Fragment einer Autobiographie“, das der verwendeten deutschen Ausgabe vorangestellt ist, berichtet Somerset Maugham, Vorbild für den Protagonisten des Romans, den  Magier Oliver Haddo, sei der britische Okkultist Aleister Crowley gewesen.

## Vorwurf des Plagiats
Aleister Crowley hatte den Roman in seinem Erscheinungsjahr im Vanity Fair besprochen und Maugham ein Plagiat vorgeworfen. Neben jeweils einem Werk von Christian Knorr von Rosenroth, Franz Hartmann, Éliphas Lévi sowie Mabel Collins führte Crowley Die Insel des Dr. Moreau aus der Feder von H. G. Wells als angeblich teilweise verwendete Vorlagen an.

## Interpretation
Reichlich hundert Jahre nach dem Erscheinen des Romans muten seine (wenigen) parapsychologischen Passagen zuweilen lächerlich an. Nicht erwähnt wurde oben zum Beispiel die Passage, in der Arthur – wieder mit Hilfe Dr. Porhoëts – den Geist der verstorbenen Geliebten heraufbeschwört. Der Chirurg hört doch tatsächlich Margarets Stimme aus dem Grabe. Trotzdem ist der Roman ein Kunstwerk in dem Sinne: Der Gegensatz von dem sachlich-nüchternen Arthur zu dem Magier Haddo macht den Text jederzeit lesenswert. Zudem ist die kurzweilige Lektüre frei von den Anfänger-Schnitzern, wie sie in den Roman-Vorgängern vorkommen. Gemeint sind Liza von Lambeth und Mrs. Craddock.

## Verfilmung
Rex Ingram hat den Roman 1926 verfilmt. Paul Wegener spielte in diesem US-amerikanischen Stummfilm den Magier Haddo, Alice Terry die Margaret und Iván Petrovich den jungen Chirurgen Arthur.

## Verwendete deutsche Ausgabe
- Der Magier. Ein parapsychologischer Roman. Aus dem Englischen von Melanie Steinmetz und Ute Haffmans. Diogenes, Zürich 1975, ISBN 3-257-20165-6.